# سيف أباد (كنار شهر)
سیف أباد (بالفارسية: سیف‌آباد) هي قرية تقع في إيران في قسم كنار شهر الريفي. يقدر عدد سكانها بـ 884 نسمة .